# Allophylus rubifolius
Allophylus rubifolius là một loài thực vật có hoa trong họ Bồ hòn. Loài này được (Hochst. ex A.Rich.) Engl. mô tả khoa học đầu tiên năm 1892.